# Adam Jelonek (geograf)
Adam Wacław Jelonek (ur. 27 lutego 1931 w Krakowie, zm. 27 lipca 2022) – polski geograf, prof. dr hab..

## Życiorys
W 1955 ukończył studia na Uniwersytecie Warszawskim. 27 września 1984 uzyskał tytuł profesora nauk geograficznych. Został zatrudniony na stanowisku profesora zwyczajnego na Uniwersytecie Łódzkim, w Katedrze Turystyki i Rekreacji na Wydziale Turystyki i Nauk o Zdrowiu Wyższej Szkole Informatyki i Zarządzania w Rzeszowie, Górnośląskiej Wyższej Szkole Handlowej im. Wojciecha Korfantego w Katowicach oraz w Instytucie Geografii i Gospodarki Przestrzennej na Wydziale Biologii i Nauk o Ziemi Uniwersytetu Jagiellońskiego.
Był kierownikiem Katedry Turystyki i Rekreacji Wydziału Turystyki i Nauk o Zdrowiu Wyższej Szkole Informatyki i Zarządzania w Rzeszowie, członkiem Komitetu Nauk Demograficznych PAN i Komitetu Przestrzennego Zagospodarowania Kraju przy Prezydium PAN oraz Komisji Geograficznej PAU.